# エル・パンペロ (アルバム)
『エル・パンペロ』(El Pampero) は、アルゼンチン人ジャズ作曲者兼サクソフォーン奏者ガトー・バルビエリのライブ・アルバムである。1971年6月18日のモントルー・ジャズ・フェスティバルにおける公演の模様を収録し、翌1972年にフライング・ダッチマン・レーベルからリリースされた。 

## 評価
| 専門評論家によるレビュー | 専門評論家によるレビュー |
| レビュー・スコア         | レビュー・スコア         |
| 出典                     | 評価                     |
| ------------------------ | ------------------------ |
| Allmusic                 | [ 3 ]                    |

オールミュージックのサイトでは、「ガトー・バルビエリは、そのハリケーンのようなテナー・サックスの才能で、音楽仲間による素晴らしいグループをリードした。超現実的な時間と心の遠くなるような時に、ガトーの音楽はジャズの境界線を遥かに超え、新しい未知の領域に到達した。」 として、4つ星評価を与えている。

## 収録曲
1. "El Pampero" (Gato Barbieri) - 13:44
2. "Mi Buenos Aires Querido" (Carlos Gardel, Alfredo Le Pera) - 6:21
3. "Brasil" (Ary Barroso, Bob Russell) - 9:36
4. "El Arriero"(Atahualpa Yupanqui) - 11:59

## パーソネル
- ガトー・バルビエリ (Gato Barbieri) - テナーサックス、アレンジ
- ロニー・リストン・スミス (Lonnie Liston Smith) - ピアノ
- チャック・レイニー (Chuck Rainey) - エレクトリックベース
- バーナード・パーディ (Bernard Purdie) - ドラム
- ソニー・モーガン (Sonny Morgan) - コンガ
- ナナ・ヴァスコンセロス (Naná Vasconcelos) - ビリンバウ、ボンゴ